# Poněšice
Poněšice jsou vesnice, část města Hluboká nad Vltavou v okrese České Budějovice v Jihočeském kraji. Leží na pravém břehu Vltavy v lesích šest kilometrů od města Hluboké nad Vltavou a necelých pět kilometrů jižně od Kostelce.

## Název
Jméno vsi je odvozeno od zkrácené domácí podoby osobního jména Ponědrah - Poněš.

## Historie
Ves vznikla ve středověku během kolonizace hvozdu severně od královského hradu Hluboká (dnes ležícího ve městě Hluboká nad Vltavou), podobně jako například Purkarec, Kostelec nebo strážní hrad Karlův hrádek. Na sklonku 12. století stával jižně od Poněšic, ve výrazné poloze nad řekou Vltavou, opevněný dvorec, jehož pozůstatky byly objeveny a archeologicky zkoumány při stavbě silniční přeložky před napuštěním hněvkovické přehrady. První doložená zmínka o Poněšících je dle Historického lexikonu obcí ČR datována do roku 1407, kdy Pešík z Poněšic dne 25. listopadu 1407 zpečetil jako svědek listinu týkající se platu, který byl odváděn ze vsi Drahotěšice k farnímu kostelu v Kostelci. Na přivěšené pečeti je vyobrazení rodového erbu Poněšických – lovecká trubka se šňůrou k zavěšení. V latinském záznamu desek dvorských je ale již zmínka o bratrech Václavovi, Pešíkovi a Ondřeji z Poněšic, vztahující se k roku 1396. Poněšice jsou tedy starší než vlastní město Hluboká nad Vltavou.
Jarolím Mařík popisuje historii Poněšic takto: „Sídlo Poněšických z Poněšic. Roku 1407 tvořily Poněšice a Vlkov zčásti statek Pešíkův, jehož syn Jindřich (z Poněšic) byl tam roku 1461 lovčím královským, tomu bylo králem uděleno právo dědické. Od roku 1525 – 1580 byl držitelem Jan Poněšický z Poněšic, roku 1580 pochován byl v Kostelci. Vdova po něm prodala roku 1617 dvůr v Poněšicích Dětřichu Malovci, týž opět Prokešovi z Purkarce, dcera tohoto Maradasovi a tento vyměnil jej Františku Lexovi za dvůr Křesínský.“
Místní rodák Jindřich z Poněšic byl od roku 1461 královským lovčím (právo získal jako dědičné). Dále obec držel Jan Poněšický z Poněšic. V sedmnáctém století hlavní dvůr od rodu Z Poněšic získal rod Lexů, který tento dvůr vlastní dodnes.
V pozemkové knize z roku 1685 je uvedeno: "Ves Poněšice leží tři čtvrtě míle od zámku na pravej straně od řeky Vltavy, mezi Vlkovem a Dobřejci. Jesť zdeť všech osedlých šest".
V první polovině 17. století vznikla tzv. Malá poněšická obora, údaj z roku 1681 hovoři o srnčí oboře a zaječí obůrce. V osmnáctém a devatenáctém století pak rod Schwarzenbergů založil severně od Hluboké nad Vltavou dvě velké obory (článek Obory u Hluboké). Poněšická byla založena v roce 1853 a specializuje se na chov trofejních jelenů. Před sametovou revolucí byl v Poněšicích rozvinutý dřevozpracující průmyslu soustředěný na pile a přiléhajícím komplexu objektů přibližně půl kilometru severovýchodně od Poněšic. V devadesátých letech se obec výrazně vylidňovala.
V osadě se dochovalo několik staveb ve stylu selského baroka.

## Současnost
V současnosti se o rozvoj vesnice zasazuje místní Osadní výbor.
V Poněšicích na tzv. Šindelářově břehu (bývalé vaziště vorů) provozuje Akademie múzických umění (AMU) v Praze učební a výcvikové středisko.
Je zde Lihovar Poněšice.
Dne 14. září 2001 byl v oboře v Poněšicích uloven tehdejším ministrem zemědělství ČR ing. Janem Fenclem jelen s trofejí ohodnocenou 250,89 b. CIC, dne 14. září 2007, na den přesně šest let poté byl v této oboře střelen další kapitální jelen trofejí ohodnocenou 262,46 b. CIC.

## Přírodní poměry
Do katastrálního území Poněšice zasahuje Evropsky významná lokalita Hlubocké obory a stejnojmenná ptačí oblast .
Blízko střediska AMU (cca 150 metrů od rekreačního střediska po proudu) je horolezecky zajímavá Jelení skála, které se někdy též říká Jelení skok. Stejně jako u skal na protilehlé Karvanici je však nástupní místo zatopeno vzdutou hladinou hněvkovické přehrady (dříve zde byly četné peřeje). Na skále je litinový kříž a je zde vyhlídkové místo. Podle pověsti zde skočil štvaný jelen do Vltavy a lovec jej ve vodě zastřelil. Porušil tak lovecký kodex a na pokání zde nechal postavit kříž. Na Jelení skálu se dá jít např. z parkoviště na Ševců břehu (1,6 km) nebo z cesty vedoucí k středisku AMU (odtud je to cca 800 m). V červnu 2022 zde byla otevřena zajištěná cesta (via ferrata).

## Obyvatelstvo
| Rok            | 1869 | 1880 | 1890 | 1900 | 1910 | 1921 | 1930 | 1950 | 1961 | 1970 | 1980 | 1991 | 2001 | 2011 | 2021 |
| -------------- | ---- | ---- | ---- | ---- | ---- | ---- | ---- | ---- | ---- | ---- | ---- | ---- | ---- | ---- | ---- |
| Počet obyvatel | 142  | 143  | 157  | 182  | 158  | 150  | 130  | 92   | 92   | 86   | 58   | 36   | 33   | 37   | 36   |
| Počet domů     | 17   | 18   | 21   | 22   | 22   | 21   | 25   | 28   | 23   | 23   | 22   | 23   | 29   | 30   | 29   |

## Obecní správa
Při sčítání lidu v letech 1850–1923 Poněšice byl osadou obce Dobřejovice v okrese České Budějovice (v letech 1850–1910 Budějovice). V letech 1923–1964 byly samostatnou obcí, se kterým patřily nejprve do okresu České Budějovice, ale v roce 1950 v okrese České Budějovice-okolí a od roku 1960 opět v okrese České Budějovice. Od 14. června 1964 do 31. prosince 1987 byly znovu částí obce Kostelec v okrese České Budějovice. Od 1. ledna 1988 jsou částí města Hluboká nad Vltavou v okrese České Budějovice.

## Doprava
Přes Poněšice vede silnice III/1472 a cyklistické trasy 12 (Dolní Dvořiště - Lom) a 1057 (Vitín-Poněšice).

## Pamětihodnosti
- Mohylník Hrady
- Mohylník Hora
- Mohylník Kameniště I a Kameniště II
- Mohylník Dukátová plantáž
- Mohylník U Háje
- Dům čp. 4 (krásně dochovaná roubená chalupa)